# Matt Phillips
Matthew „Matt“ Phillips (* 13. März 1991 in Aylesbury) ist ein schottischer Fußballspieler, der seit 2024 bei Oxford United unter Vertrag steht. Im Jahr 2012 kam er zudem – obwohl er im britischen Landesteil England geboren wurde – erstmals für die schottische Nationalmannschaft zum Einsatz.

## Karriere

### Wycombe Wanderers
Matt Phillips debütierte am 26. April 2008 für den englischen Viertligisten Wycombe Wanderers bei einer 0:1-Auswärtsniederlage gegen Notts County. Bereits in der Saison 2008/09 etablierte sich der 17-Jährige als Stammspieler beim Viertligisten und erreichte mit Wycombe als Tabellendritter den Aufstieg in die dritte Liga. Als Drittletzter der Football League One 2009/10 stieg Phillips (36 Ligaspiele/5 Tore) mit seiner Mannschaft direkt wieder in die Football League Two ab. 

### FC Blackpool
Am 31. August 2010 wechselte Matt Phillips zum englischen Erstligaaufsteiger FC Blackpool und bestritt knapp einen Monat später sein Erstligadebüt. Bei der 1:2-Heimniederlage gegen die Blackburn Rovers erzielte Phillips direkt nach seiner Einwechslung in der 84. Minute den Anschlusstreffer für seine Mannschaft. Insgesamt bestritt er 27 Ligaspiele (2 Treffer) für Blackpool, musste jedoch am Saisonende als Tabellenvorletzter den Gang in die zweite Liga antreten. Am 14. Oktober 2011 wechselte Phillips auf Leihbasis zum Drittligisten Sheffield United, wo er in sechs Ligaspielen fünf Treffer erzielte. Nach seiner Rückkehr nach Blackpool einen knappen Monat später entwickelte er sich zu einem Leistungsträger in der Football League Championship 2011/12. Am 26. Dezember 2011 gelang ihm beim 3:1-Auswärtssieg über den FC Barnsley ein Hattrick. Mit seiner Mannschaft erreichte er am Saisonende das Play-off-Finale, verlor diese Partie jedoch mit 1:2 gegen West Ham United. Matt Phillips wurde für seine guten Leistungen ins PFA Team of the Year der zweiten Liga gewählt.

### Nationalmannschaft
Mit der englischen Nationalmannschaft nahm Phillips im Juli 2010 an der  U-19-Fußball-Europameisterschaft 2010 in Frankreich teil. Im dritten Gruppenspiel erzielte er in der Nachspielzeit den Ausgleichstreffer gegen den Gastgeber, scheiterte jedoch im anschließenden Halbfinale mit seinem Team an Spanien. Im August 2011 bestritt er vier Spiele bei der U-20-Fußball-Weltmeisterschaft 2011 in Kolumbien, ehe er mit England im Achtelfinale an Nigeria scheiterte.
Am 26. Mai 2012 debütierte Phillips bei einer 1:5-Niederlage in den USA für die schottische Nationalmannschaft.